# Bonifacius af Montferrat
Bonifacius af Montferrat (født ca.1150, død 4. september 1207) var markgreve af Montferrat (Italiensk: Monferrato) og var fra 1201 den officielle leder af Det Fjerde Korstog.

## Rolle i Det Fjerde Korstog
Efter korstogets oprindelige leder, Grev Thibaut af Champagnes, død, blev Bonifacius af Montferrat tilbudt kommandoen over hele korsfarerhæren, mod selv at drage med på togtet.
Marsk Gotfred af Villehardouin beskrev Bonifacius som "en af dem blandt alle nulevende, der nyder det største ry". Bonifacius var den højst rangerende adelsmand blandt alle deltagerne i Det Fjerde Korstog, og hans deltagelse tilføjede således også en betydelig mængde prestige til selve ekspeditionen.
På trods af både at være korstogets officielle leder samt den højst rangerende person, blev Bonifacius alligevel forbigået til fordel for Grev Balduin af Flandern, da der skulle vælges en kejser efter erobringen af Konstantinopel.
Bonifacius døde i kamp mod den bulgarske konge Johannis' styrker i efteråret 1207. I følge Gotfred af Villehardouin, gik Bonifacius i hast til angreb på fjendens soldater, uden rustning, for at beskytte sin bagtrop, og mistede i den forbindelse livet til et skudsår.